# Silvino Neto
Silvério Silvino Neto (São Paulo, 21 de julho de 1913 — Rio de Janeiro, 12 de junho de 1991) foi um ator, cantor, compositor e radialista brasileiro. Pai do comediante Paulo Silvino.
Filho de Ernesto e Leonor Dutra Silvino, estudou no Ginásio do Estado, terminando o secundário aos dezessete anos, em 1930. No ano seguinte, estreou na Rádio Educadora Paulista como cantor de tangos, sob o pseudônimo de Pablo González, apresentando-se também noutras emissoras paulistas.
Em 1932, dirigiu seu repertório para a música nacional por sugestão de Marcelo Tupinambá, dando início também sua carreira de compositor. Sua primeira composição a ser gravada foi a marcha Goodbye, meu bem, por Raquel de Freitas na Arte-Fone. Em 1934, cantou com as orquestras de Osvaldo Borba, Gaó, Martínez Grau e Eduardo Patané, e formou com Alvarenga e Ranchinho o trio Mosqueteiros da Garoa.
Participou do filme Fazendo Fitas de Vittorio Capellaro em 1935, junto de Cândido Botelho, Alzirinha Camargo, Januário de Oliveira e outros. Participou de mais seis filmes. Deixou sua carreira de cantor romântico em 1936, transferindo-se para o Rio de Janeiro, onde, no ano seguinte, entrou em contato com Oduvaldo Cozzi, então diretor da Rádio Nacional. Este o aconselhou a deixar a carreira de cantor e se dedicar ao humorismo. Estreou como comediante em janeiro de 1938 na Rádio Nacional, imitando Arnaldo Pescuma, Carlos Galhardo e Lamartine Babo, fazendo sucesso. No mesmo ano, Orlando Silva gravou com êxito na Victor sua valsa-canção Uma saudade a mais, uma esperança a menos.
Também em 1938, casou-se com Naja Siqueira Campos, com quem teve um filho, Paulo Silvino, nascido seis dias depois de seu aniversário, no ano seguinte. O casal separou-se alguns meses depois.
Conquistou grande popularidade interpretando a personagem Pimpinela, com a qual gravou alguns discos pela Victor e estreou programas de rádio: A pensão da Pimpinela (no ar de 1940 a 1942), Aventuras da Pimpinela (até 1944) e, a seguir, Pimpinela, Anestésio e o telefone. Findando-se o Estado Novo, criou um programa chamado Futebol político, no qual imitava com perfeição Getúlio Vargas, Ademar de Barros e outros políticos.
Seu samba-canção Adeus, também chamado Cinco letras que choram, foi gravado por Francisco Alves na Odeon, em 1947. A música fez grande sucesso, tornando-se um clássico da MPB.
Participou com Dercy Gonçalves da revista Fogo no pandeiro, em 1945, voltando a atuar com ela dois anos depois, em Confete na boca. Participou também das revistas Passo da girafa, com Mara Rúbia, e A borracha é nossa!, com Eros Volúsia, em 1949.
Em 1950, candidatou-se vereador pelo Rio de Janeiro e, depois duma campanha eleitoral basicamente humorística, foi eleito como o mais votado. No ano seguinte, gravou pelo selo Carnaval, as marchas Mão boba, de Carvalhinho e Marino Pinto, e Costureira, de Luís Soberano, Jorge Abdala e Airton Amorim.
Retornou ao rádio em 1953, atuando na Rádio Mayrink Veiga até 1956. Nesse ano, musicou o poema Meus oito anos, do poeta romântico Casimiro de Abreu, dando-lhe a forma de tango, que foi gravado no mesmo ano por Carlos Galhardo na RCA Victor. Também criou uma melodia para o poema Ser mãe de Coelho Neto, gravada por Jorge Goulart na Mocambo, em 1962.
Passou a se apresentar esporadicamente no rádio e na televisão. Trabalhando como fiscal do Instituto Brasileiro do Café, continuou compondo.
Morreu no Rio de Janeiro, aos 77 anos.
Como compositor, teve mais de cinquenta composições gravadas por grandes nomes da MPB. Alguns sucessos e destaques são:
- A fome é nossa - Silvino como Anestésio (1960)
- Adeus (Cinco letras que choram) - Francisco Alves (1940)
- Amanhã chorarei por mim - Nuno Roland (1960)
- Até a lua chorou -  Grupo X (Columbia 8172 - 1936)
- Cidade-brinquedo (com Plínio Bretas) - Orlando Silva (1939)
- Eu não te dou a chupeta (com Plínio Bretas) - Irmãs Pagãs (1939)
- Fantasma da felicidade - Ângela Maria (1956)
- O Rio será sempre o Rio - Carlos Galhardo (1961)
- Saudade da saudade - Dircinha Batista (1964)
- Uma saudade a mais, uma esperança a menos - Orlando Silva (1940)
- Valsa dos namorados - Francisco Alves (1939)

## Filmografia
- 1935 - Fazendo Fitas
- 1941 - 24 Horas de Sonho
- 1943 - Samba Em Berlim
- 1944 - Berlim Na Batucada
- 1947 - Querida Susana[1]
- 1960 - O Viúvo Alegre
- 1974 - Café na Cama